# Pont-de-Chéruy
Pont-de-Chéruy – miejscowość i gmina we Francji, w regionie Owernia-Rodan-Alpy, w departamencie Isère.
Według danych na rok 1990 gminę zamieszkiwało 4700 osób, a gęstość zaludnienia wynosiła 1873 osób/km² (wśród 2880 gmin regionu Rodan-Alpy Pont-de-Chéruy plasuje się na 181. miejscu pod względem liczby ludności, natomiast pod względem powierzchni na miejscu 1675.).